# Saison 9 d'Arabesque
Chronologie
Saison 8 Saison 10
Cet article présente le guide des épisodes de la neuvième saison de la série télévisée américaine Arabesque.